# Cheirogaleus ravus
Il chirogaleo grigio maggiore (Cheirogaleus ravus Groves, 2000) è un lemure della famiglia Cheirogaleidae, endemica del Madagascar.

## Descrizione
Il pelo è di color grigio con toni brunastri sul corpo ed un accenno di striscia dorsale più scura. Le zampe sono biancastre, così come la punta della lunga coda. Le orecchie ed i cerchi attorno agli occhi sono nerastri.

## Biologia
È un animale notturno, solitario e prevalentemente arboricolo.

## Distribuzione
È stato segnalato nelle località di Ambodivoangy, Ancaya, Fesi Malendo, Mahambo, Tamatave e Tampira.